# Життя за один день
«Життя за один день» (англ. Life in a Day) — спільний продюсерський широкомасштабний спецпроєкт Рідлі Скотта та відомого відеохостингу YouTube. Це спроба створення першого в світі так званого «глобального фільму», матеріали якого надають користувачі інтернета.
Організаторами проєкт названий як «історичний кіноексперимент», суть якого полягає в наступному:
 користувачам інтернету пропонується завантажити на YouTube особисто ними зняті ролики, які характеризують один день з їх життя. Найцікавіші відеоматеріали будуть змонтовані в єдиний фільм. До відбору будуть допущені матеріали записані на відео суто 24 липня 2010 року (і завантажені на відповідний канал YouTube до 31 липня 2010 року). 
Автори, чиї ролики потрапили в остаточну версію фільму були вказані в титрах і запрошені на кінофестиваль Sundance, де 28 січня 2011 року і відбулася його прем'єра. Цього ж дня відбулася онлайн-трансляція фільму на порталі Youtube.
В Україні прем'єра відбулася 8 вересня 2011 року.

## Виробництво
Фільм був створений спільно YouTube, Riddey Scott Associates і LG Electronics. Багатьом тисячам людей було запропоновано викласти відео свого повсякденного життя. У результаті обробки відео мав вийти епічний за розмахом фільм, який би показав один день життя Землі у всіх її куточках. 
Зрештою, продюсер Рідлі Скотт разом з режисером Кевіном Макдональдом та кіно редактором Джо Вокером відібрали фрагменти, яких був змонтований фільм. Автори усіх обраних фрагментів зазначені як співрежисери.
Музика фільму була написана британським композитором і продюсером Гаррі Грегсон-Уільямс, разом з Метью Гербертом. Пісня на початку, написана Гербертом, була виконана британською співачкою Еллі Гулдінг. У фільмі також представлені пісні "Jerusalem" Кіран Леонард і "Future Prospect" Біґґі Гілмарса.
Режисер Кевін Макдональд сказав The Wall Street Journal, що проєкт був спочатку задуманий як спосіб, щоб відзначити п'яту річницю YouTube, і що він хотів, "взяти скромне відео з YouTube, ... і перетворити його у мистецтво".
Макдональд розпочав свою статтю "Навколо світу за 80 000 кліпів, ставлячи запитання: «Що ви любите? Чого ви боїтеся? Що у вашій в кишені?" і пояснюючи, що "одного прекрасного дня минулого літа, я попросив простих людей в усьому світі відповісти на ці три питання і зняти один день зі життя". 80000 окремих кліпів разом склали 4500 годин відеоматеріалу. Макдональд пояснив, що близько 75% вмісту фільму надійшло від людей, які пов’язані через YouTube, традиційну рекламу, телепередачі та газети; решта 25% камер, надісланих до країн, що розвиваються. Макдональд вказує, що "Було важливо, представити весь світ". 
Макдональд розповів The Wall Street Journal, що фільм "міг бути зроблені тільки в останні п'ять років, тому що ... ви можете отримати достатню кількість людей, які будуть розуміти, як знімати". Редактор фільму Джо Вокер запевнив Анжелу Уотеркаттер, з журналу Wired, що фільм "не міг бути зроблений без технології. Десять років тому це було б неможливо». 
Знімальна команда "використовувала можливості YouTube, щоб зібрати весь цей матеріал, а потім ми повинні були прикласти багато зусиль, щоб відібрати матеріал. Це не могло бути зроблено по-іншому. Ніхто ніколи не робив фільм, як це раніше, так що нам довелося роду помиритися, оскільки ми перші".
Вокер, чия команда редагувала весь фільм протягом семи тижнів, зауважив Адаму Стембергу з The New York Times, що "Це ніби тебе просять побудувати Солсберійський Собор, а потім ставлять перед полем, повним щебеню. Ви повинні почати шукати контрфорсами і речей, які з'єднуються разом". Вокер вказав, що команда приблизно з двох десятків дослідників дивилася, реєструвала, і оцінювала кожен кліп за шкалою від однієї до п'яти зірок. Вокер зазначив, що "переважна кількість матеріалу мала дві зірки", і що він і режисер Кевін Макдональд надали відгуки кліпам, оцінені в чотири і п'ять зірок.

## Теми і зміст
Режисер К. Макдональд сказав, що фільм орієнтований на один день, "тому що день є основною одиницею часу в людському житті - де б ви не були", додавши, що особливий день, 24 липня 2010, був обраний тому, що це було в першу суботу після чемпіонату світу. 
Що стосується хронології фільму і порядку кліпів, Макдональд пояснив, що 300 годин "найкращих бітів" розказали йому якими мають бути теми та структура фільму, подібно до тесту Ротшера “ви будете бачити в ньому те, що хочете бачити”.
Режисер Кевін Макдональд сказав, що бачив фільм "як метафору досвіду буття в Інтернеті. ... Натиснувши з одного місця в інше, у майже довільному порядку ... наступні наші власні думки, наступне розповідь і тематичні маршрути." 
Макдональд пояснив, що фільм "не має традиційну історію або традиційну розповідь, але він має тематичну рух ... і ... повторювані символи". Вінсхвали певні цільові внески, в тому числі "найбільш технічно дивовижний кліп вільного падіння, який я коли-небудь бачив".
Адам Стенберг з The New York Times писав, що "найбільш пам'ятних моментів фільму є ті з несподіваного близькості. ... Фільм спрямований, щоб розповісти історію планети, але це вразливість цих окремих моментів, внесених як частина великого проєкту, який триває".

## Критика
Життя за один день отримав в цілому позитивний відгук від кінокритиків. За офіційними повідомленнями, 82% з 52 критиків дали фільму позитивний відгук, з середньою оцінкою 7,1 з 10. 
Хелен О'Хара з Empire заявила, що фільм був "зворушливим і проникливий. Не класична, проте захоплююча картина про те, як ми живемо сьогодні". Майкл О'Салліван з Washington Post дав фільму три з половиною зірки з чотирьох, заявивши, що "Життя за один день, без перебільшення, є великим досягненням". Пітер Хауелл, критик з Toronto Star, дав фільму три з чотирьох зірок, сказавши, що "Переважна частина фільму є безперечно реальною і неймовірно надихає”.
Ліз Браун, з Toronto Sun, написав, що у фільмі є "багато передбаченого" і "це все знайомо для більшості і є мало цікавим", але і навів кілька епізодів, які захоплюють глядача емоційно повною мірою.
Хоча кажуть Життя за один день "не поганий фільм" і є "форма і потоки енергії", завдяки яким фільм "справді досить красивий", "смішний" і "зворушливий", Ентоні Беніньо від Filmcritic.com стверджував, що документальні фільми повинні мати точку, розповідь, конфлікти і цілі, називаючи цей фільм "дробовою рушницею" і "в його гіршому випадку, схиляє ближче до експлуатації ... і навіть вуайеризму".

## Критика безкоштовної праці
Фільм розкритикували за використання безкоштовної робочої сили. В кіноіндустрії, праця команди, необхідна для отримання зображень і звуків, як правило, оплачується. Однак, у випадку «Життя за один день», це здійснювали користувачі YouTube, використовувані в фільмі не було компенсовано, хоча фільм показали в кінотеатрах з метою отримання прибутку.

## Список авторів
Автори всіх обраних робіт зазначені як співрежисери.
- Філ Лоурі
- Наталія Андріадіс
- Кджел Бісмейер
- Джон Хаас
- Пер-Тьєрі Габріельдес
- Джулія Габрільсен
- Даніель Гастелу
- Крістофер Каут
- Лек Крістенсен
- Ліліт Мовсісян
- Марк Проктор
- Маріан Г. Петронік
та Томас E. Шаад
- Нік Роден
- Сома Хелмі
- Харвей Глен
- Жан Ван Еттен
- Ендрю Рімз
- Крістіана Бочаліні
та Айман Ель Газви
- Шон Грей
- Joseph Michael
- Paul Richard Smith
- Xaver Walser
- David Saddler
- Alejo Crisostomo
- Chris Cate
- Alejandro Romero Pallares
- Beniamino Brogi
- Sergey Agapov
- Andreea Diana Tanasescu
- Francesco Villa
- Vania Da Rui
- Angela Hockabout
- Effer Lecebe
- Marek Mackovic
- Andreas Thiele
- S.Prince Ennares Periyar
- Alexander Rastopcin
- Thomas S. Stepleton
- Jennifer Howd
- Christophe Querry
- Cindy Baer
- Igor Saramago
- 2Stupids
- Jorge Bastardo
- Jochem Koole
- Javier De Lara Rodriguez
- Caryn Waechter
- Hiroaki Aikawa
- Ester Brym Ortiz Guillen
- Friedrich Joachim Tragauer
- Shawn Gadberry
- Toniu Xou
and Patricia Martinez Del Hoyo
- Marco Cavallini
- Ivan Zuber
- Felix Henrichs
- Amil Shivji
- Thomas Ellis
- Boris Gryshkevych
- Christopher Santiago
- Julie Couturier
- Geneviéve Dulude-Decelles
and Sarah Mannering
- Loressa Clisby
- Javed Kana
- Fred Neukam
- Justin P. Janowski
- Mario Obst
- Alex Laney
- Andrew Ray Johnson
- Guido Berger
- Tahlia Merrill
- Linda Lopez
- Yevgeniy Vaskevich
- Christian Buch Iversen
- Linda Matarasso
- Omar Ortiz
- Bailey Sutton
- Adrian Njenga
- Kate Mead
- Will Brewster
- Ryan Lynch
- Andrew John Wilhelmsen
- Alice Wenley
- Kevin Liuzzo
- Melissa Guzman
- John Lesinka Leng'eny
- Aditya Kolli
- Jusitn Swan
- Bruno Xhoxhi
- Alaa Hassan
- Bob Liginki jr
- Suzanne Lucas
- Jaai' Dukstra
- Neelendra R.
- Vetrivell Velumuthu
- Rhys Wood
- Denis Baribault
- Brian Kragtwijk
- Cléméntine Isaac
- Anmol Mishra
- Jared Hosid
- Michael T. Balonek
- Andrea Dalla Costa
- Malgorzata Malak
- Sergej Kondakov, mga
- Christos Pentedimos
- Flavio Comin
- Natalia Vorontsova
- Denis Rahovetskijyu
- Diana Priscila
- Joào Xàrà Aguiar Da Silva
- Takuya Morimoto
- Seth Oliver Grant
- Michajl Nazarov
- Lisa M. Cottrell-Bentley
- Zillah Bowes
- Tony Reale
- Sergey Chebkasov
- James Marcus Haney
- Justin Peele
- Joaquin Montalvan
- Mauricio Escalona Gonzalez
- Ali Hisham
- Cec Marquez
- Joseph Choi
- Ashlee Jenita Ferret
- Adrian Cornescian
- Francesco La Regina
- Ismail Youssef
- Dario Peroni
- José Fernando De Miranda
- Gerald McMahon Parsons
- Pankaj Rai
- Clare Olivia Fisher
- Randy Ray Sides
- Derek Broes
- Ida Lai
- Mao Hamamoto
- Lesley Rowland
- Antony M.J.L. Delarue
- Tran Thi Thanh Ha
- Michael Hira
- Brian House
- Pratibha Rolta
- Alberto Ramiro Gonzalez Benavides
- Johnny Nguyen
- Eduardo Sanchez
- Lilly Lee Jackson
- Torrey Meeks
- Jkeldesh
- Marian Banovski
- Sdenka Zobeida Salas Pilco
- Miguel Curado Malta
- Jeff Dolen
- Ruhel Hamed
- Valentina Rossa
- Destefano Emanuele
- Etienne Heyman
- Renchano Humtsoe
- Andrea Walter
- Andrea Da'fronza
- Sergio Donato
- Sergey Ligun
- Ben Cupczak
- Thiago Fazolari Meyer
- Jack Attridge
- Joseph Bolz
- Maria Fernanda Ferraz De Camargo
- Edward J. McNelis
- Mark Steven Mocarski
- Michel Gauthier jr
- Rachel Brown
and Tegan Bukowski
- Laura Lemijnyete
- Alfredo A. Oliveira
- Alexander St. John Westby Simcock
- Maria Antonieta Carelda Cansieco
- Marius Ionut Calu
- Denis Baroi
- Elisa Pennino
- Michael Cooper
- Anne Crossey
- Christopher Redmont
- Meuke Van Herwijnen
- Kartik Chaturvedi
- Дейв Девідсон
- Дженніфер Уордл
- Кирил Костов
- Крістофер Брайан Геброт
- Тіматі Kiernan
- Guy Hawkins
- Nicholas Gallucci
and Emmanuele Pickett
- Anastasiya Fadeeva
- Mischa Hrziwnatzki
- Dean Boysen
- Alberto Lama
- Gilbert Ndahayo
- Pisanu Mhokprakhon
- Shehab Elnoury
- Brian Hendrix
- David Jacques
- Ryan Peter Reis
- Don Thrash
- Rebecca McEvoy
and Keith McEvoy
- Rustom Bailey Irani
- Mareike Herberg
- John Walkley
- Andrea Salvatori
- Alejandro Angel T.
- Sophie Kolb
- Ian Service
- Maureen Ravelo
- Bairmuc2010
- Roberto Corso
- Roger Szilagyi
- Besnik Hyseni
- Andrew Coleman
- Sonya Mishieva
- Drake Shannon
- Haley Cummings
- Naotomo Umewaka
- Herman Daniel Afanador Jimenez
- Patrick Flanary
- Jason Bohenek
- Denis Pryanikov
- Baitijrin Alexander Muhammedovic
and Ardilanov Renat Valerevich
- Pedro Nuno Tavarez Barcelos G. Lobito
- Jens Gottschalk
- Alex Peacher
- Anthony Sheppard
- Jose Alderson
- Glenn Vivares
- Balog Zsofia
- Manasvi Kumar
- Assan Isa Aldoy
- Peter Njogu
- Kevin McMahon
- John X. Demaio
- Logan Needham
- Angélique A.E. Georges
- Frederik Boje
- Raul Rivas
- Socrates Cuadri
- Alan Teitel
- Tom Robinson
- Louie Rodriguez
- Massoud Hossaini
- Stephanie Steenstra
- Sherkhan Mateen
- Albina Kalabuhova
- Farzana Wahidy
- Timothy A. Conneally
- Frederic Lumiere
and Jane Haubrich
- David Chappelow
- M. Dowod Taban
- Georgia Merton
- Giuseppe Mattia
- John Paul Mallo
- Natalia Andreadis
- Jessica Geltz
- Leah Collum
- Massomi Sultani
- Rachel Hart
- Shir Decker
- Noorshah Noorani
- Alberta Alvarez Portela
- Jessie Brisendine
- Robin Bordeaux
- Esther De Blu
- Johanna Nifosi
- Natalie Itzkowic
- Han Siu
- Mojca Breceli
- Brad Sorensen
- Amy Levandosky
- Benjamin Richey
- Neil Tuttle
- Ina Angelina Foerster
- Bernhard Kleine-Frauns
- Christopher Farrell
- Thorben Winkler
- Девід Пітер
- Frank De Vries
- Iddimus
- Christian Dremsa
- Mareike Sehr
- Marcus Gebauer
- Sven Matika
- Timo Jenderny
- Bjorn Neumann
- Daniel Montau
- Shankar Karuppayah
- Ендрю K.
- Майк Спікер
- Sinan Lafci
- Aliriza Guler
- Kevin Meister
- Erfan Asgari Aragh
- Bojan Kekezovic
- Jen Kleinhenz
- Jobal Ferreira Almeida
- Dawud Havard
- Sergius Sutanto
- Alex Tak Lam Chan
- Johannes Dinda
- Samuel Cockedey
- Bo Kovich
- Carry Premiere
- Rico Damacen
- Marcus Tedenryd
- Timothy Stevens
- Gabor Kukucska
- Alison Segar
- Gaby Aguirre Apaza
- Susan Harper
- Daniel Mas Castane
- Shahin Najafipour
- Alan John Smith
- Marx Succes jr
- Ashley B. Fisher
- Erick Henning
- Nakagawa Kazuhiko
- Joaquin Granados Ortega
- Neil Fisher
- Sean Charles Denny
- Igor Lymar
- Anna Vakhotska
- Ermete Ricci
- Sara Isabel Amorim Marinho
- Satoshi Onabuchi
- Betsy DelValley
- Tomasz Skowronski
- Dorgas Muller
- Joris Mathei
- Simone Pessoa
- Kittikhun Srisathit